# أنتر (قناة تلفزيونية)
أنتر: (بالأوكرانية: Інтер) قناة تليفزيونية وطنية اوكرانية ، تنتمي للمجموعة الاعلامية Inter Media Group ،تبث على الترددات الارضية والقمر الصناعي لتصل إلى 99.7٪ من أراضي أوكرانيا. حيت تعتبر من القنوات التلفزيونية الأكثر مشاهدة في أوكرانيا

## تاريخ القناة
تأسست القناة من قبل TV-Corporation الأوكرانية المستقلة في عام 1996. إلى جانب نسختها الدولية من القناة كمشروع تجاري، لقناة إنتر عدة مشاريع مماثلة. استوديو للأفلام الوثائقية NIS - استوديو للعروض الترفيهية.
هناك أيضًا عدة قنوات أخرى تابعة لـ أنتر مثل NTN و K1 و K2 و Megasport و Enter-Film و Enter-Music (نسخة أوكرانية من MTV).